# Pais Arena Jerusalem
Le Jerusalem Payis Arena (en hébreu : פיס ארנה ירושלים) est une salle multi-sport située à Jérusalem en Israël, elle a été inaugurée en 2014 et peut contenir jusqu'à 11 000 personnes. Mifal HaPayis a participé au financement du projet, c'est pourquoi le complexe porte son nom.
Elle accueille généralement les matchs de basket-ball et des concerts.

## Galerie

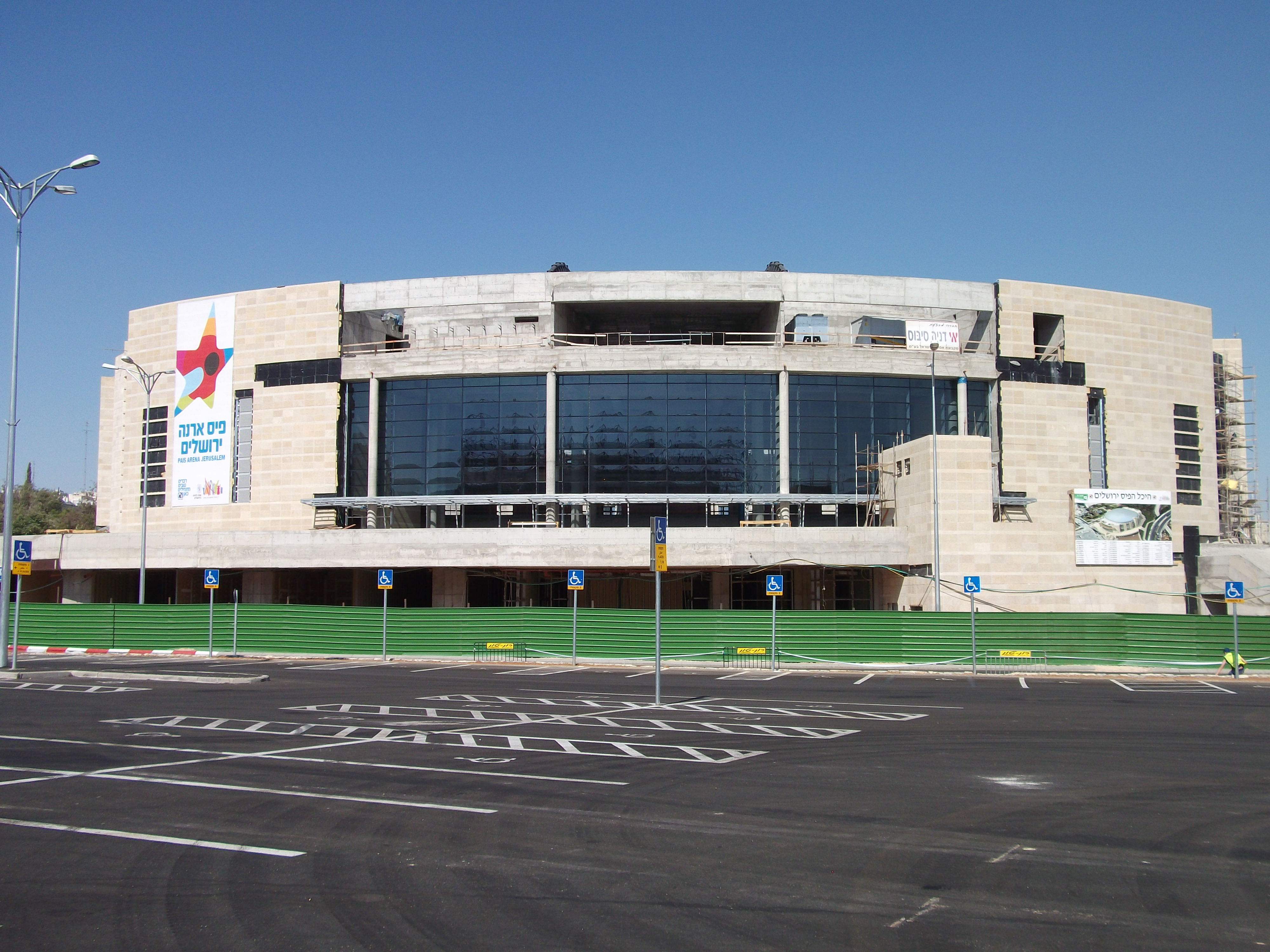
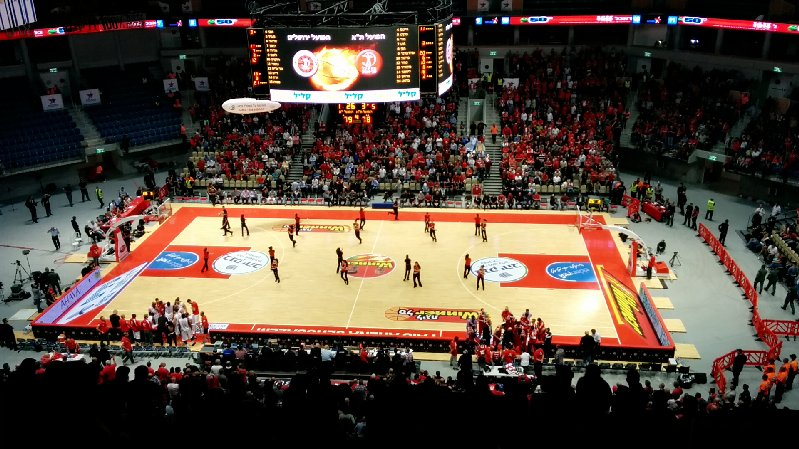
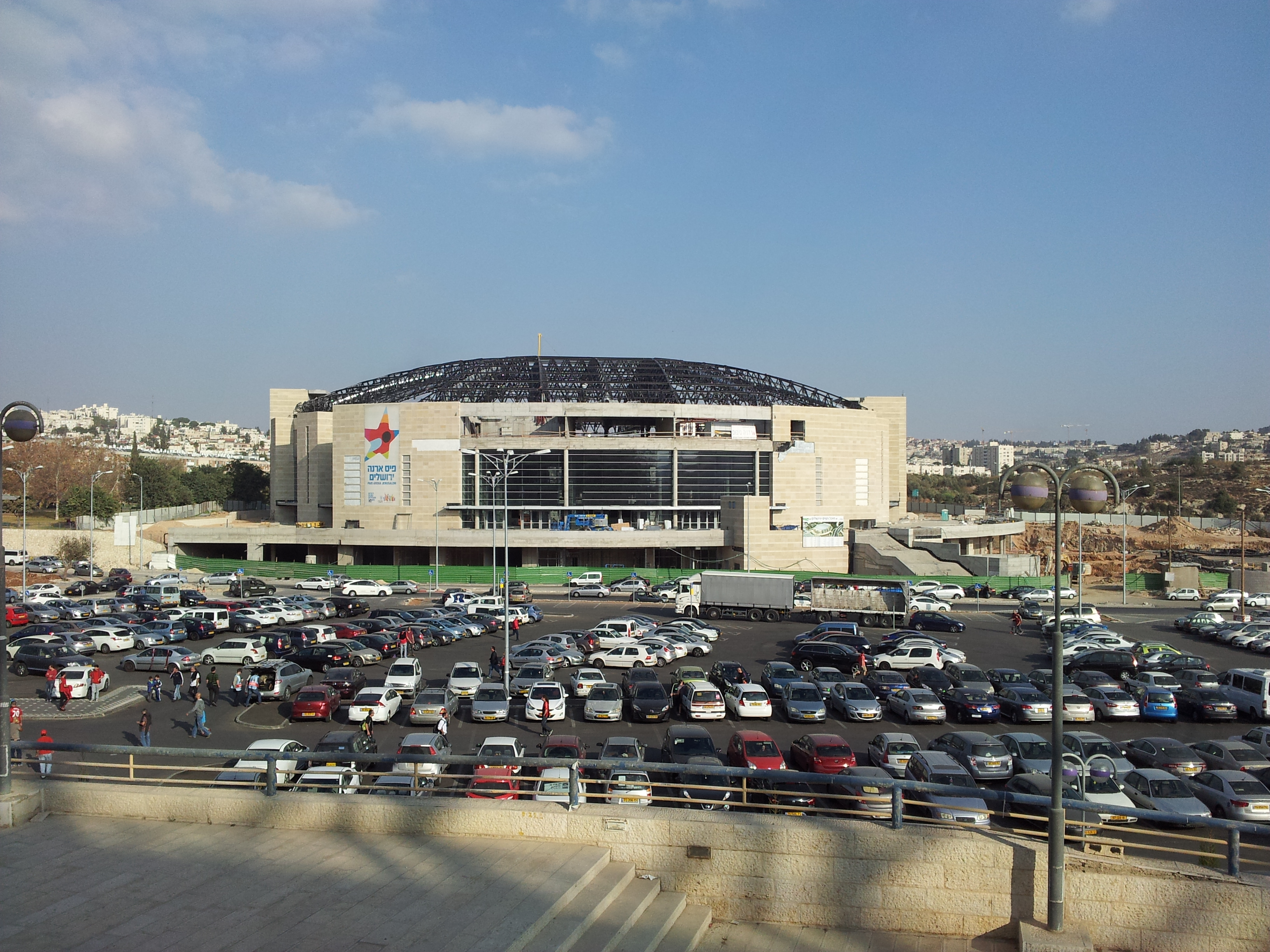
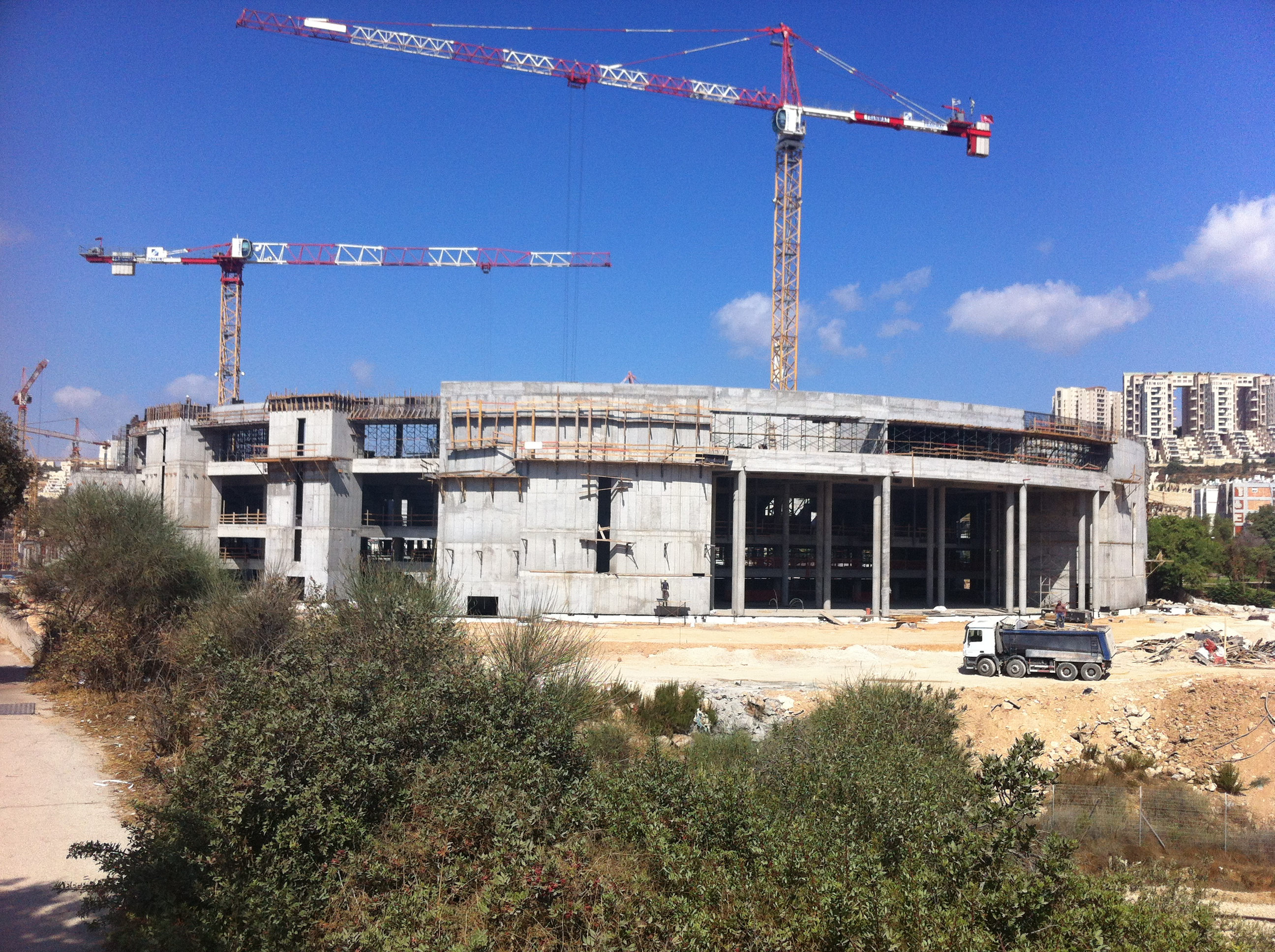
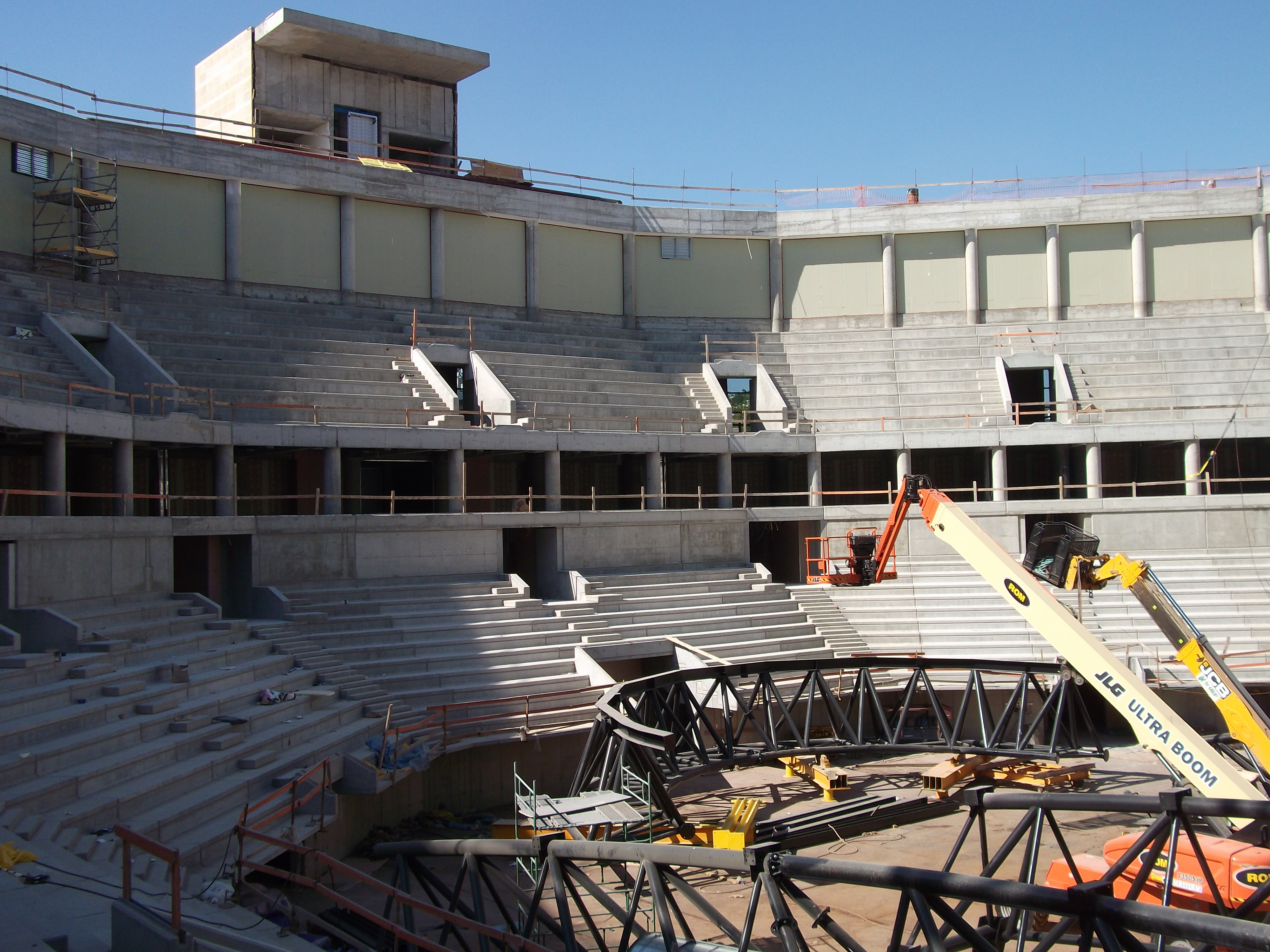